# Gérard Rambaud
Gerhard Rambaud est un skieur alpin français.

## Coupe du Monde
- Meilleur classement final: 49e en 1985.
- Meilleur classement au combiné : 7e en 1985.
- Meilleur résultat: 3e en combiné à Kitzbühel le 13 janvier 1985.